# Oleh Skripka

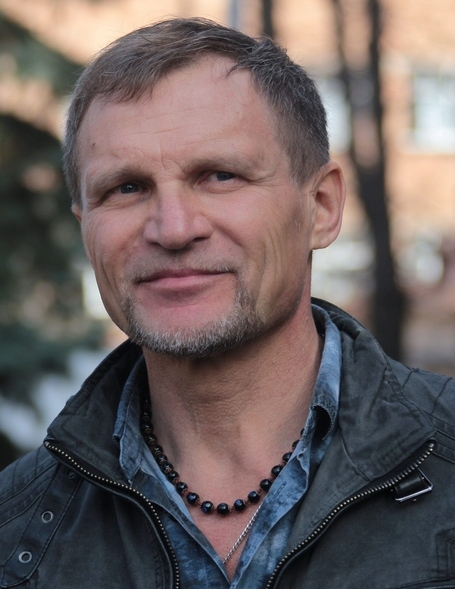
Oleh Skripka

Oleh Yuriovich Skripka (em ucraniano: Оле́г Ю́рійович Скри́пка; em russo: Оле́г Ю́рьевич Скри́пка; 24 de maio de 1964) é um músico, vocalista e compositor ucraniano, especialmente conhecido pelo seu forte nacionalismo ucraniano e por ser o líder do grupo musical Vopli Vidoplyasova.